# Влалукин, Йован
Йован Влалукин (серб. Јован Влалукин; род. 21 мая 1999, Нови-Сад) — сербский футболист, защитник. Выступал за сборную Сербии.

## Клубная карьера
Воспитанник белградского «Партизана». Профессиональную карьеру начал в 2018 году в команде «Телеоптик», выступавшей в Первой лиге Сербии. Накануне старта сезона 2019/20 перешёл в «Металац», вместе с которым добился повышения в классе по итогам сезона. Дебют Влалукина в чемпионате Сербии состоялся 1 августа 2020 года в матче против клуба «Раднички» из Ниша (0:3). Проведя за «Металац» более 70 матчей, он покинул команду после её вылета из высшей лиги по итогам сезона 2021/22.
Летом 2022 года он подписал контракт с латвийским РФС, который стал его первым зарубежным клубом в карьере. В составе команды дебютировал в еврокубках, а в сезоне 2022/23 играл на групповом этапе Лиги конференций. Вместе с клубом стал финалистом Кубка Латвии 2022 года.
На родину Влалукин вернулся спустя год — в июне 2023 года, подписав контракт с ТСЦ. Участник группового этапа Лиги Европы сезона 2023/24.

## Карьера в сборной
Выступал за юношеские и молодёжные сборные Сербии (до 17, до 19 и до 21 года). Дебют за главную национальную команду состоялся в январе 2021 года — он принял участие в двух товарищеских матчах против сборных Доминиканской Республики и Панамы (оба завершились со счётом 0:0). Эти встречи остались единственными в его карьере за сборную.